# 安博伊 (喬治亞州)
安博伊（英語：Amboy）是位於美國喬治亞州特納縣的一個非建制地區。該地的面積和人口皆未知。

## 地理
安博伊的座標為31°47′33″N 83°35′15″W / 31.79250°N 83.58750°W，而該地的平均海拔高度為120米（即394英尺）。